# Wereldbeker schaatsen 1985/1986
De wereldbeker schaatsen 1985/1986 was een internationale schaatscompetitie verspreid over het schaatsseizoen 1985–1986. Het was de eerste editie van de World Cup die bestaat uit een aantal schaatswedstrijden op verschillende afstanden die gedurende de winterperiode worden gehouden op verschillende schaatsbanen. Per worldcupwedstrijd kan een schaatser punten verdienen en aan het eind van de cyclus is de winnaar die schaatser die in het eindklassement bovenaan staat.

## Kalender
| Plaats               | Datum                              | 500m        | 1000m       | 1500m       | 3km/5km     | 5km/10km    |
| -------------------- | ---------------------------------- | ----------- | ----------- | ----------- | ----------- | ----------- |
| Trondheim            | 23–24 november 1985**              | 2x          | 2x          | 1x          | 1x          |             |
| Berlijn (Horst-Dohm) | 30 november 1985 – 1 december 1985 | 2x          | 2x          |             |             |             |
| Utrecht en Eindhoven | 15–16 december 1985**              |             |             | 1x          | 1x          |             |
| Oslo                 | 4–5 januari 1986**                 |             |             | 1x          | 1x          |             |
| Inzell               | 4–5 januari 1986*                  | 1x          | 1x          | 1x          | 1x          |             |
| Baselga di Pinè      | 11–12 januari 1986**               | 2x          | 2x          |             |             |             |
| Innsbruck            | 18–19 januari 1986                 | geannuleerd | geannuleerd | geannuleerd | geannuleerd | geannuleerd |
| Davos                | 25–26 januari 1986                 | 2x** 1x*    | 2x** 1x*    | 1x*         | 1x*         |             |
| Innsbruck            | 8 februari 1986**                  |             |             | 1x          | 1x          |             |
| Östersund            | 1 maart 1986**                     |             |             | 1x          | 1x          |             |
| Inzell               | 8–9 maart 1986                     | 2x** 1x*    | 2x** 1x*    | 1x          | 1x          |             |

* Alleen voor vrouwen
** Alleen voor mannen

## Eindklassementen mannen

### 500 meter
Eindstand na tien wedstrijden.
| Positie | Schaatser       | Punten |
| ------- | --------------- | ------ |
| Goud    | Dan Jansen      | 200    |
| Zilver  | Uwe-Jens Mey    | 175    |
| Brons   | Nick Thometz    | 172    |
| 4       | Frode Rønning   | 133    |
| 5       | Göran Johansson | 120    |
| 6       | Erik Henriksen  | 111    |
| 7       | Jerzy Dominik   | 107    |
| 8       | Uwe Streb       | 96     |
| 9       | Jan Ykema       | 93     |
| 10      | Daniel Turcotte | 91     |
|         |                 |        |
| 26      | Geert Kuiper    | 30     |
| 44      | Bauke Jonkman   | 3      |

### 1000 meter
Eindstand na tien wedstrijden.
| Positie | Schaatser        | Punten |
| ------- | ---------------- | ------ |
| Goud    | Dan Jansen       | 186    |
| Zilver  | Nick Thometz     | 183    |
| Brons   | Erik Henriksen   | 136    |
| 4       | Gaétan Boucher   | 126    |
| 5       | Ryszard Rzadki   | 108    |
| 6       | Frode Rønning    | 101    |
| 6       | Jan Ykema        | 101    |
| 8       | Jerzy Dominik    | 96     |
| 9       | Mike Jansen      | 94     |
| 10      | Jouko Vesterlund | 93     |

### 1500 meter
Eindstand na zes wedstrijden.
| Positie | Schaatser            | Punten |
| ------- | -------------------- | ------ |
| Goud    | Michael Hadschieff   | 113    |
| Zilver  | Hans Sture Magnusson | 110    |
| Brons   | Dave Silk            | 97     |
| 4       | Rolf Falk-Larssen    | 88     |
| 5       | Claes Bengtsson      | 76     |
| 6       | Joakim Karlberg      | 73     |
| 7       | Christian Eminger    | 72     |
| 8       | Pertti Niittylä      | 67     |
| 9       | Bjørn Arne Nyland    | 64     |
| 10      | Tom Erik Oxholm      | 62     |

### 5000 meter
De wedstrijd over 10.000 meter ging niet door. Eindstand na zes wedstrijden.
| Positie | Schaatser          | Punten |
| ------- | ------------------ | ------ |
| Goud    | Dave Silk          | 102    |
| Zilver  | Tomas Gustafson    | 100    |
| Brons   | Christian Eminger  | 99     |
| 4       | Geir Karlstad      | 96     |
| 5       | Michael Hadschieff | 88     |
| 6       | Pertti Niittylä    | 77     |
| 7       | Gerard Kemkers     | 72     |
| 8       | Rolf Falk-Larssen  | 60     |
| 9       | Werner Jäger       | 56     |
| 10      | Tom Erik Oxholm    | 54     |

## Eindklassementen vrouwen

### 500 meter
Eindstand na vijf wedstrijden
| Positie | Schaatsster             | Punten |
| ------- | ----------------------- | ------ |
| Goud    | Christa Rothenburger    | 115    |
| Zilver  | Karin Kania-Enke        | 112    |
| Brons   | Edel Therese Høiseth    | 90     |
| 4       | Bonnie Blair            | 89     |
| 5       | Zofia Tokarczyk         | 80     |
| 6       | Erwina Ryś-Ferens       | 63     |
| 7       | Annette Carlén-Karlsson | 54     |
| 7       | Monika Gawenus-Pflug    | 54     |
| 9       | Katie Class             | 53     |
| 9       | Cornelia Dick           | 53     |
|         |                         |        |
| 37      | Petra Moolhuizen        | 1      |

### 1000 meter
Eindstand na vijf wedstrijden.
| Positie | Schaatsster               | Punten |
| ------- | ------------------------- | ------ |
| Goud    | Karin Kania-Enke          | 119    |
| Zilver  | Christa Rothenburger      | 116    |
| Brons   | Erwina Ryś-Ferens         | 94     |
| 4       | Bonnie Blair              | 77     |
| 4       | Annette Carlén-Karlsson   | 77     |
| 6       | Edel Therese Høiseth      | 70     |
| 7       | Zofia Tokarczyk           | 66     |
| 8       | Andrea Ehrig-Mitscherlich | 58     |
| 9       | Virve Mäkelä              | 49     |
| 10      | Monika Gawenus-Pflug      | 46     |

### 1500 meter
Eindstand na drie wedstrijden.
| Positie | Schaatsster             | Punten |
| ------- | ----------------------- | ------ |
| Goud    | Annette Carlén-Karlsson | 87     |
| Zilver  | Karin Kania-Enke        | 75     |
| Brons   | Katie Class             | 63     |
| 4       | Bonnie Blair            | 58     |
| 5       | Lidia Olcon             | 53     |
| 6       | Monika Gawenus-Pflug    | 51     |
| 7       | Aila Tartia             | 41     |
| 8       | Edel Therese Høiseth    | 40     |
| 9       | Zofia Tokarczyk         | 37     |
| 10      | Bjørg Eva Jensen        | 36     |

### 3000 meter
De wedstrijd over 5000 meter ging niet door. Eindstand na drie wedstrijden.
| Positie | Schaatsster               | Punten |
| ------- | ------------------------- | ------ |
| Goud    | Andrea Ehrig-Mitscherlich | 75     |
| Zilver  | Annette Carlén-Karlsson   | 73     |
| Brons   | Karin Kania-Enke          | 66     |
| 4       | Bjørg Eva Jensen          | 65     |
| 5       | Aila Tartia               | 53     |
| 6       | Erwina Ryś-Ferens         | 52     |
| 7       | Lidia Olcon               | 48     |
| 8       | Katie Class               | 44     |
| 9       | Szilviá Szikora           | 33     |
| 10      | Sabine Brehm              | 20     |
| 10      | Maila Lehtimäki           | 20     |

1985/1986 · 
1986/1987 · 
1987/1988 · 
1988/1989 · 
1989/1990 · 
1990/1991 · 
1991/1992 · 
1992/1993 · 
1993/1994 · 
1994/1995 · 
1995/1996 · 
1996/1997 · 
1997/1998 · 
1998/1999 · 
1999/2000 · 
2000/2001 · 
2001/2002 · 
2002/2003 · 
2003/2004 · 
2004/2005 · 
2005/2006 · 
2006/2007 · 
2007/2008 · 
2008/2009 · 
2009/2010 · 
2010/2011 · 
2011/2012 · 
2012/2013 · 
2013/2014 · 
2014/2015 ·
2015/2016 ·
2016/2017 ·
2017/2018 ·
2018/2019 ·
2019/2020 ·
2020/2021 ·
2021/2022 ·
2022/2023 ·
2023/2024 ·
2024/2025